# Giorgios Contogeorgis
Giorgos Kontogeorgis (grec moderne : Γιώργος Κοντογεώργης; 21 novembre 1912 – 9 novembre 2009) est un économiste grec devenu fonctionnaire et homme politique. Il joue un rôle crucial dans la planification de l'adhésion de la Grèce à la Communauté économique européenne (CEE) en 1981 et devient le premier commissaire européen de la Grèce.

## Biographie
Né à Tínos, Kontogeorgis étudie l'économie à l'École suprême d'économie et de commerce d'Athènes et obtient une maîtrise aux États-Unis. Il rejoint la fonction publique grecque, devenant directeur général du ministère du Commerce, mais démissionne de ce poste lorsque la junte grecque prend le pouvoir après un coup d'État en 1967. Lorsque le régime civil est rétabli en 1974, le Premier ministre Konstantinos Karamanlis nomme Kontogeorgis vice-ministre de la Coordination et de la Planification.
Aux élections de 1977, Kontogeorgis est élu au Parlement hellénique pour la Nouvelle Démocratie de Karamanlis. En 1979, il est l'un des signataires du traité d'adhésion de la Grèce à la CEE et, en mai 1980, le nouveau Premier ministre Geórgios Rállis nomme Kontogeorgis dans son cabinet en tant que ministre sans portefeuille, chargé des relations avec la CEE.
En janvier 1981, Kontogeorgis prend ses fonctions de commissaire européen chargé des transports, de la pêche et du tourisme au sein de la Commission Thorn. Il occupe ce poste jusqu'à l'entrée en fonction de la Commission suivante au début de 1985. Il sert ensuite pendant deux brèves périodes en tant que ministre grec de l'Économie nationale et du Tourisme à la fin de 1989 et au début de 1990.